# Weng im Innkreis
Weng im Innkreis è un comune austriaco di 1 377 abitanti nel distretto di Braunau am Inn, in Alta Austria.
Il comune è suddiviso in 16 frazioni: Appersting, Bauerding, Bergham, Buch, Burgstall, Elling, Gunderding, Harterding, Hauserding, Hunding, Leithen (comune catastale), Mankham, Pirath, Riedlham, Weng im Innkreis (comune catastale) e Wernthal.